# City-Bahn Chemnitz
Die City-Bahn Chemnitz GmbH ist ein am 10. März 1997 gegründetes kommunales Eisenbahnverkehrsunternehmen. Sie erbringt die Verkehrsleistungen auf vier Linien im Chemnitzer Modell sowie auf zwei weiteren SPNV-Linien westlich von Chemnitz. Außerdem betreibt sie als Eisenbahninfrastrukturunternehmen den Abschnitt Stollberg–Chemnitz Zwönitzbrücke der Bahnstrecke Zwönitz–Chemnitz Süd und die ersten 1,375 Kilometer der Bahnstrecke Stollberg–St. Egidien.
Das Unternehmen ist Mitglied im Tarifverband der Bundeseigenen und Nichtbundeseigenen Eisenbahnen in Deutschland (TBNE).

## Gesellschafter
Die City-Bahn Chemnitz wurde am 10. März 1997 als Tochterunternehmen der Chemnitzer Verkehrs-Aktiengesellschaft (CVAG, 60 Prozent) sowie der damaligen, im Chemnitzer Umland tätigen Autobus Sachsen (40 Prozent), gegründet. Im Zuge der Aufspaltung der Autobus Sachsen gingen deren Anteile 2011 teilweise auf die Regionalverkehr Erzgebirge über. Mit Wirkung zum 1. Januar 2018 übernahm die städtische Versorgungs- und Verkehrsholding Chemnitz (VVHC) die vormaligen CVAG-Anteile von 60 Prozent an der City-Bahn Chemnitz GmbH veräußerte wiederum einen Anteil von 10,004 Prozent an der City-Bahn an den Zweckverband Verkehrsverbund Mittelsachsen (VMS). Regionalverkehr Erzgebirge und Autobus Sachsen bereiteten ihrerseits ebenfalls den Verkauf ihrer Anteile an der City-Bahn an den VMS vor. Mit Wirkung vom 1. Januar 2018 ist der kommunale Zweckverband Verkehrsverbund Mittelsachsen (ZVMS) mit 50,004 Prozent neuer Hauptgesellschafter der City-Bahn Chemnitz GmbH. Zweiter Gesellschafter ist die Versorgungs- und Verkehrsholding GmbH Chemnitz (VVHC) mit 49,996 Prozent der Anteile. Die City-Bahn Chemnitz befindet sich damit mittelbar und unmittelbar zu 100 % im kommunalen Eigentum und erfüllt damit die Voraussetzungen für die Direktvergabe bzw. die In-House-Vergabe von SPNV-Verkehrsleistungen im Gebiet des ZVMS, z. B. im Rahmen des Chemnitzer Modells.

## Linien und Fahrzeuge

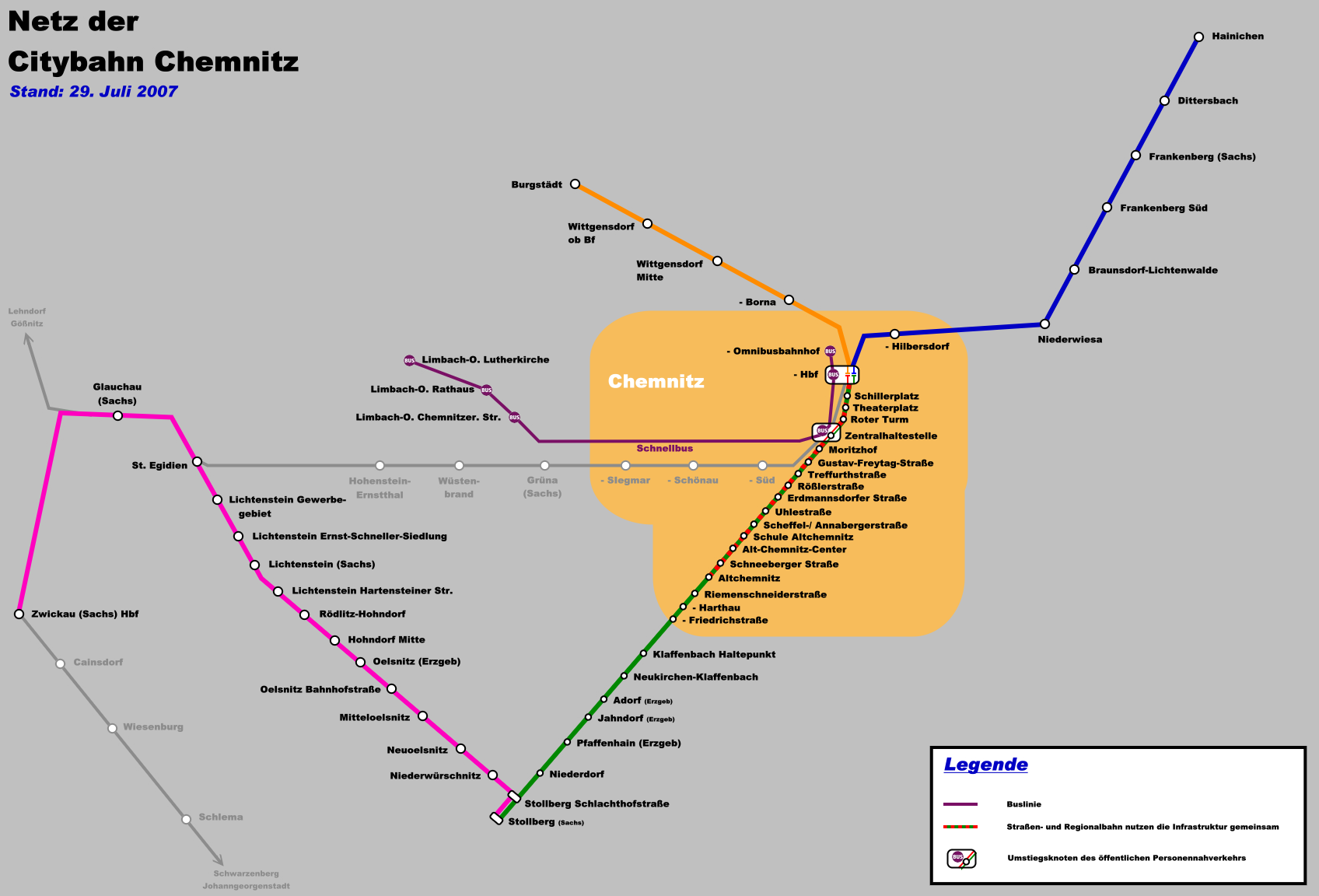
Liniennetz der City-Bahn Chemnitz im Jahr 2007

Netz der von der City-Bahn Chemnitz bedienten Linien im Chemnitzer Modell seit 2022 (ohne die reinen SPNV-Linien RB92 Stollberg–Glauchau und RB37 Glauchau–Gößnitz)

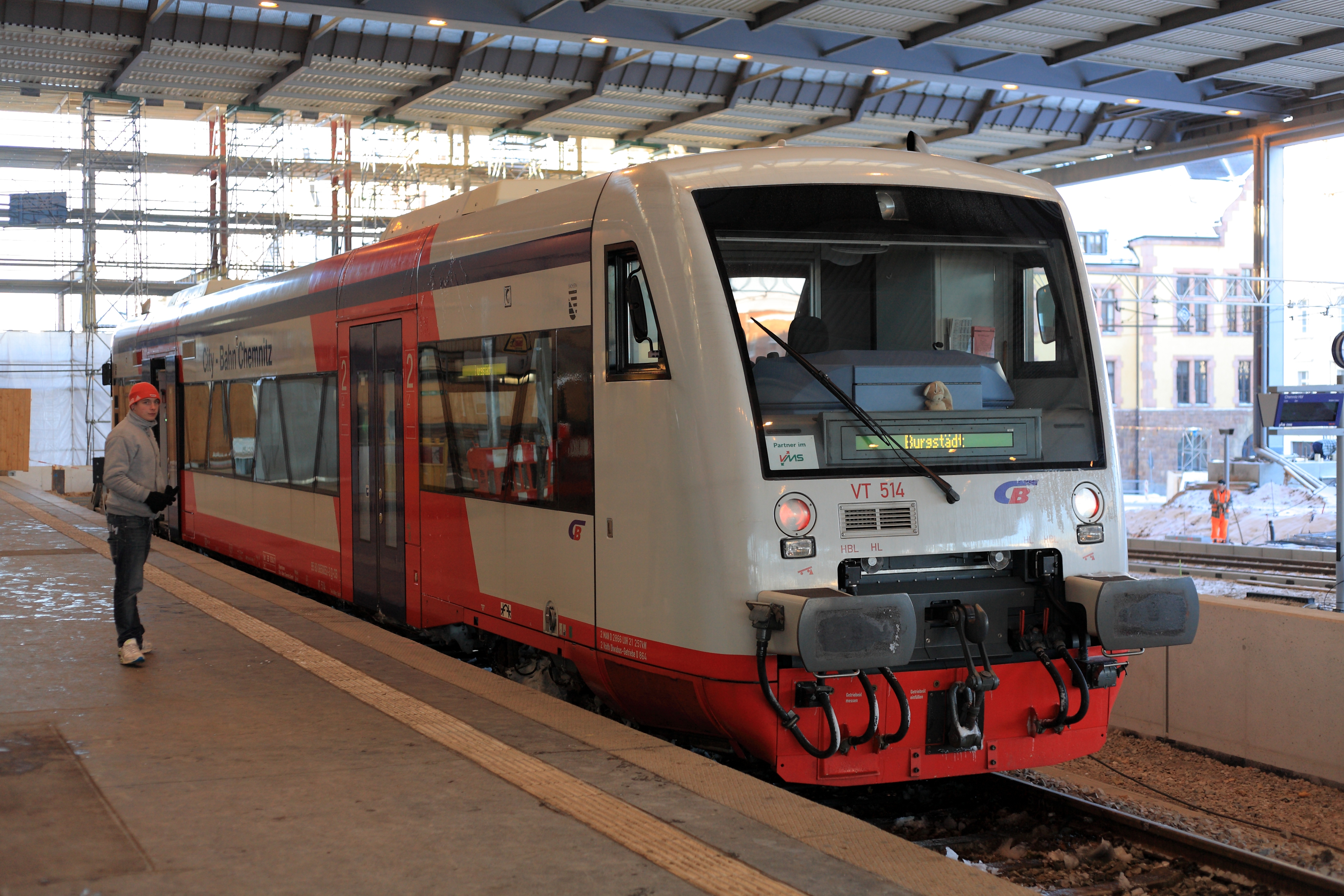
Dieseltriebwagen RS1 der City-Bahn im Chemnitzer Hauptbahnhof (2012)

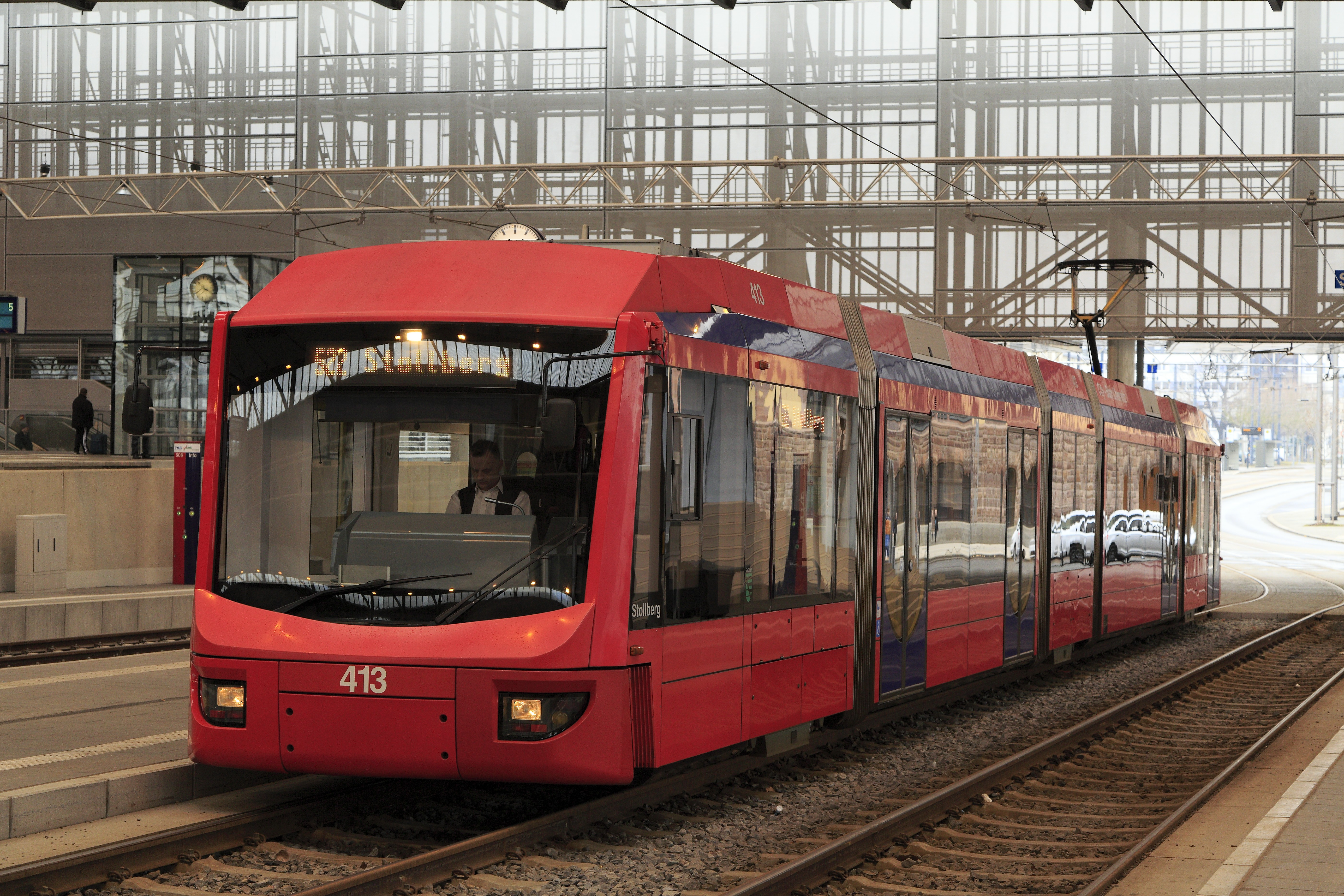
Variobahn-Triebwagen nach Stollberg im Chemnitzer Hauptbahnhof (2015)

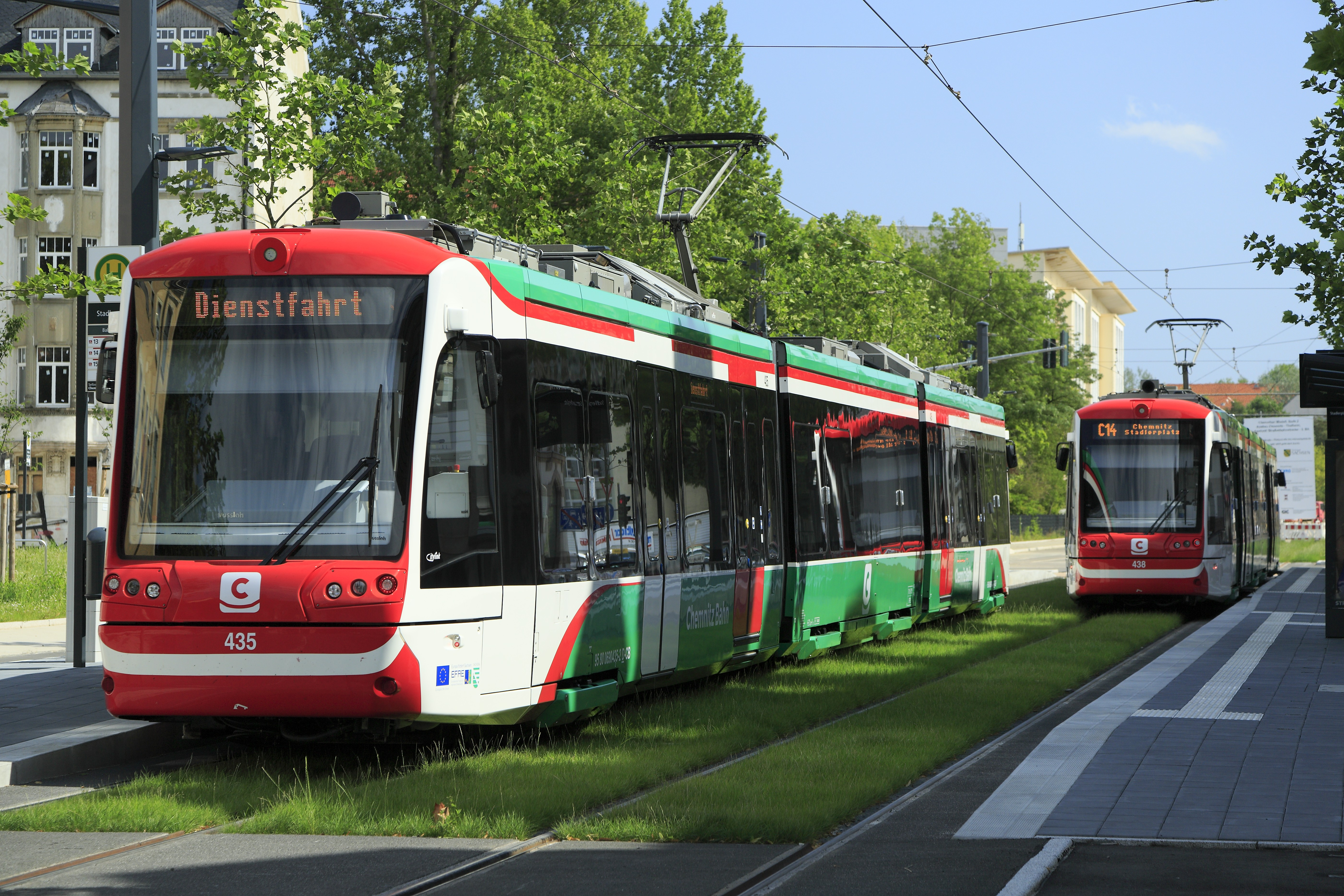
»Citylink«-Triebwagen am zeitweiligen Endpunkt Stadlerplatz (2017)

Die City-Bahn Chemnitz betreibt im Auftrag des Zweckverbands Verkehrsverbund Mittelsachsen mehrere Nahverkehrslinien im Raum Chemnitz.
Die Regionalstadtbahn Chemnitz – Stollberg (KBS 522) war die Pilotstrecke des Chemnitzer Modells. Sie wurde und wird an Werktagen halbstündlich mit elektrischen Stadtbahn-Triebwagen bedient.
Auf den drei konventionellen SPNV-Linien kamen bis Dezember 2015 Dieseltriebwagen des Typs Regio-Shuttle RS1 zum Einsatz. Werktags verkehrten folgende Linien im Stundentakt (am Wochenende im Zweistundentakt, außer die KBS 525, die meist im Stundentakt mit Fahrtstreichungen am Morgen bedient wurde):
- Chemnitz – Burgstädt (KBS 525)
- Stollberg – St. Egidien – Glauchau (werktags einzelne Zugpaare bis Glauchau) (KBS 523)
- Chemnitz – Hainichen (KBS 516)

Zum Fahrplanwechsel 2015 war der Einsatz neuer Zweikrafttriebwagen des Typs Vossloh Citylink nach Burgstädt, Mittweida und Hainichen im Rahmen der Inbetriebnahme der Stufe 1 des Chemnitzer Modells geplant. Die verspätete BOStrab-Zulassung der Citylink-Wagen verzögerte den Beginn des Wagendurchlaufes in das Straßenbahnnetz bis zum Oktober 2016. Gleichzeitig traten mit dem neuen Konzept folgende Änderungen in Kraft:
- die City-Bahn fährt unter der Marke Chemnitz Bahn
- die Linie 522 wurde zur C11 – Mo–Sa: Halbstundentakt (abends Stundentakt); So: Stundentakt
- die Linie 525 wurde zur C13 (Chemnitz–Burgstädt) – täglich Stundentakt
- die Linie 516 wurde zur C15 (Chemnitz–Hainichen) – täglich Stundentakt
- Einführung der neuen Linie C14 (Chemnitz–Mittweida) – täglich Stundentakt

Ab Mai 2017 verkehrten die Züge der Linien C13 bis C15 bis Chemnitz Stadlerplatz, seit dem Fahrplanwechsel im Dezember 2017 bis Ende Januar 2022 zur Endstelle Chemnitz Technopark. Mit der vollständigen Inbetriebnahme der zweiten Stufe des Chemnitzer Modells wurden die Linie C13 ab dem 29. Januar 2022 auf die Relation Burgstädt–Aue verlängert. Die Züge verkehren im Stundentakt, wobei sich im werktäglichen Tagesverkehr durch die zeitlich versetzt verkehrende Linie C14 (Mittweida–Thalheim) zwischen Chemnitz und Thalheim ein Halbstundentakt ergibt. An Sonn- und Feiertagen sowie außerhalb des Tagesverkehrs verkehrt die Linie C14 weiterhin nur zwischen Mittweida und Chemnitz Technopark.
Die CityLink-Triebwagen gehören allerdings nicht der City-Bahn unmittelbar, sondern sind Eigentum des VMS und werden nur in dessen Auftrag durch die City-Bahn betrieben und durch die CVAG unterhalten.
Nach Informationen von Ende September 2022 sollte die City-Bahn ab Mitte 2024 zwei der drei bisherigen Linien der Erzgebirgsbahn (DB RegioNetz Verkehrs GmbH) betreiben. Am 23. Juni 2023 gab der Verkehrsverbund Mittelsachsen (VMS) bekannt, dass die DB RegioNetz Verkehrs GmbH Erzgebirgsbahn nun doch ab Juli 2024 die Linien weiter betreiben möchte. Der VMS hat demzufolge eine Direktvergabe an die Erzgebirgsbahn vollzogen, somit wird auch über das Jahr 2024 hinaus die Erzgebirgsbahn die Linien RB 80, 81 und 95 bedienen.

## Fahrgastinformation
Mit Fertigstellung des rechnergestützten Betriebleitsystems der CVAG Ende 2011 wurden auch die Fahrzeuge der Linie 522 in das System integriert. Somit ist auch die Echtzeitauskunft auf dieser Linie möglich. Mit der Übergabe eines Fördermittelbescheids des Freistaat Sachsens konnten zwischen Sommer 2014 und Januar 2015 auf allen Haltepunkten zwischen Altchemnitz und Stollberg 15 neue dynamische Anzeigen installiert werden.